# (1579) Herrick
(1579) Herrick est un astéroïde de la ceinture principale.

## Description
(1579) Herrick est un astéroïde de la ceinture principale. Il fut découvert le 30 septembre 1948 à Uccle par Sylvain Arend. Il présente une orbite caractérisée par un demi-grand axe de 3,44 UA, une excentricité de 0,13 et une inclinaison de 8,8° par rapport à l'écliptique.

## Compléments